# Woodstock (Vermont)
Woodstock è una città statunitense dello stato del Vermont, nella contea di Windsor della quale è la sede.